# Färöponny
Färöponnyn är en hästras av ponnytyp som härstammar från Färöarna. Det är en av världens äldsta hästraser och unik i sitt slag och den jämförs ofta med Islandshästen som har ett liknande utseende och en liknande historia. Färöarna har ett kargt och kallt landskap som har gett en tålig ponny.

## Historia

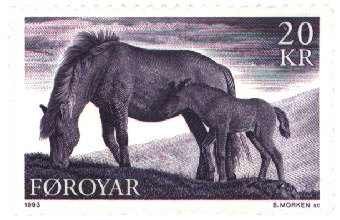
Färöponnyn har ofta figurerat på öarnas frimärken som en hyllning till den unika rasen

De halvvilda ponnyerna på Färöarna har samma ättlingar som Islandshästarna på Island och Shetlandsponnyerna på Shetlandsöarna utanför Skottland. Dessa ättlingar var troligen små ponnyer som fördes från Asien av nomadfolken runt år 200 f.Kr, som även bosatte sig runt om i Europa. Dessa små ponnyer hade troligtvis sitt ursprung i den mongoliska vildhästen Przewalski som korsats med andra primitiva hästar under resans gång, till exempel den utdöda primitiva Tarpanen i Europa. Dessa ponnyer kom troligtvis till Färöarna med hjälp av kelterna och skandinaverna som bosatte sig på öarna och även på Island. 
I samband med bosättningen på öarna började ponnyerna användas inom jordbruken som fördes upp. Då landskapet i stort sett är helt fritt från träd och större buskage var jorden lätt att bruka för de små ponnyerna. Uppväxten i det kalla, blåsiga klimatet härdade även hästarna som blev sunda och tåliga. 
Under början av 1900-talet exporterades många Färöponnyer till Storbritannien för att användas i kolgruvorna, och många av de ponnyerna avlades upp i Shetlandsponnyer och andra mindre raser och under 1960-talet hade stammen minskat så drastiskt att det enbart fanns 5-6 exemplar av rasen kvar. Läget var så akut att myndigheterna ordnade ett exportförbud på ponnyerna och man samlade ihop engagerade öbor som hjälpte till att föda upp stammarna igen. 1988 hade stammen växt något till 27 exemplar. 
Idag finns cirka 50 exemplar av rasen som fortfarande är akut utrotningshotad. Dessa ponnyer delas upp på olika områden och man håller noggrann koll på hur många hästar som delas till de olika områdena. Merparten av ponnyerna, cirka 24 stycken av de 50 hästarna används inom aveln medan resten har släppts ut som halvvilda ponnyer i bergen eller används som ridponnyer för barn på lokala ridskolor. Färöponnyn är Färöarnas stolthet och går inte att hitta någon annanstans på grund av exportförbudet som gäller än idag. Hästarna har även figurerat på olika frimärken från Färöarna för att hylla hästarna som räknas som ett unikt och historiskt arv. Det är en av de renrasigaste hästraser i världen och blivit godkänd som unik i sitt slag.

## Egenskaper

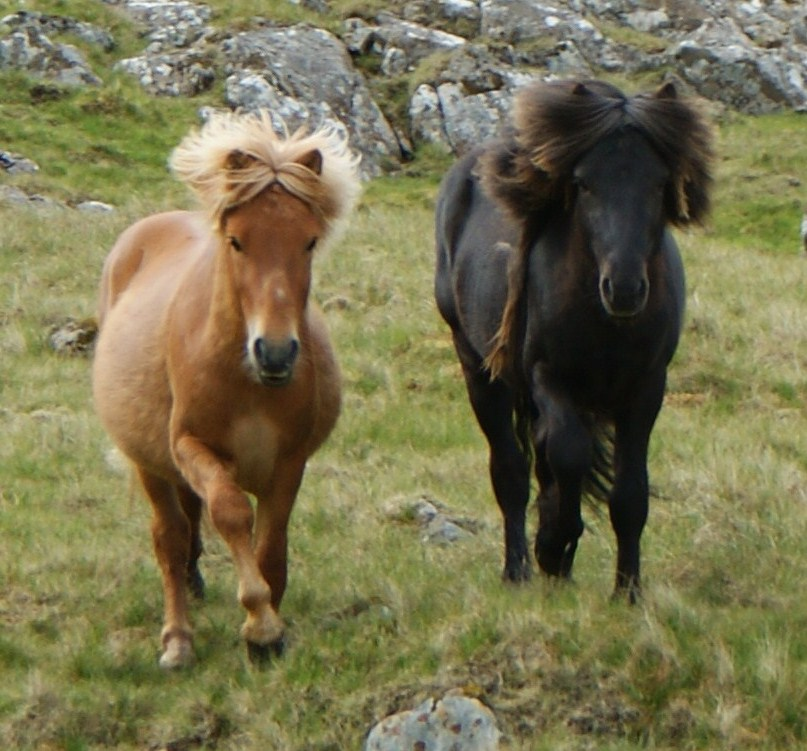
Färöponnyn är robust och mycket tålig och klarar sig utmärkt i det karga klimatet på Färöarna.

Färöponnyn är en liten, robust och tålig ponny som trots storleken är väldigt stark. Den är snäll och foglig och oftast väldigt lätt att hantera. Det kalla klimatet har härdat ponnyn som har en tjock hårrem för att skydda mot vind och regn; på vintrarna får den en väldigt lång vinterpäls. 
Till utseendet liknar de Islandshästarna med rätt kraftig exteriör och ett litet huvud med väldigt primitiva drag. Ponnyerna är ganska små med en mankhöjd på 115-125 cm och de har en tydlig ponnykaraktär. Hästarna är oftast mörka och de vanligaste färgerna är brun, fux och svart, men även bork och i enstaka fall black existerar hos ponnyerna.  